# Керлінг на зимових Олімпійських іграх 2018 — жіночий турнір
Змаганнях з керлінгу серед жіночих команд на зимових Олімпійських іграх 2018 пройшли з 14 по 25 лютого на Критій льодовій ковзанці Каннина. Участь взяли 10 збірних.